# ŽNK Zrinski Bošnjaci
ŽNK Zrinski, ženski je nogometni klub iz Bošnjaka.

## Povijest
Ženski nogometni klub Zrinski osnovan je 2016. godine.